# Tychobythinus bythinioides
Tychobythinus bythinioides är en skalbaggsart som först beskrevs av Brendel 1865.  Tychobythinus bythinioides ingår i släktet Tychobythinus och familjen kortvingar. Inga underarter finns listade i Catalogue of Life.